# Gyertyános-hegy
Gyertyános är en kulle i Ungern. Den ligger i provinsen Komárom-Esztergom, i den västra delen av landet, 80 km väster om huvudstaden Budapest. Toppen på Gyertyános är 277 meter över havet.
Terrängen runt Gyertyános är huvudsakligen platt, men åt sydväst är den kuperad. Runt Gyertyános är det ganska tätbefolkat, med 56 invånare per kvadratkilometer. Närmaste större samhälle är Kisbér, 11,6 km nordost om Gyertyános. Trakten runt Gyertyános består till största delen av jordbruksmark.